# يو إف سي 102
يو إف سي 102: كوتور ضد نوغيرا (بالإنجليزية: UFC 102: Couture vs. Nogueira)‏ هو حدث لفنون القتال المختلطة نظمته يو إف سي، أُقيم في 29 أغسطس 2009، على مودا سنتر في بورتلاند، أوريغون، الولايات المتحدة.